# ソフィー・マルソーの愛人
『ソフィー・マルソーの愛人〈ラマン〉』（そふぃー・まるそーのらまん、原題: Je Reste !）は、ディアーヌ・キュリス監督による2003年のフランスの映画。ソフィー・マルソー主演のラブコメディ。
日本では劇場未公開で、DVDがアット エンタテインメントから発売されている。

## あらすじ
パリ8区の豪華なアパルトマンに住むデルピール家。夫ベルトランは出世欲むき出しで亭主関白の土木会社社員、ブラジル出張 も多い。ジャック・ブレルを大音量で聞くのがお気に入り。肉は子羊、ワインはボルドーと決めている。週末は、社長へのおべっかではじめた自転車の練習。
妻マリ＝ドー。息子のジェロームがまだ幼いことを理由に、働きに出ることを拒否され、単調な日々を送る。週末は夫の自転車練習のサポートに費やされる。
ある昼間、映画館でモノクロ映画 を見ているときにマリ＝ドーは脚本家のアントワーヌと知り合う。アントワーヌは鬱積を察し、マリ＝ドーを後押しする。ベルトランに10年来の不満をたたきつけ、アパルトマンから出ていけ、離婚する、といって自転車と夫を峠 に置き去りにするという、本人も驚きの過激な挙に出た。
追い出されたベルトランだが、アントワーヌと寝室で鉢合わせしてもへこたれず、息子の算数 をみてやり、自転車の練習もあるからと、すぐ近くの空室を妻の両親から借り、毎日通ってきている。家政婦のジュヌヴィエーヴもベルトランに食事を作っている。
アントワーヌのもとに乗り込んだベルトランは、執筆中の脚本Je reste !に我が夫婦のことが書かれているのを知り、マリ＝ドーに対して共犯関係を結ぶ。「俺達の物語で、俺は悪役なのか？」「初めはいやな奴だが、愛すべき人物だよ」。夫と愛人の友情もでき、2人で自転車の練習をはじめるが、マリ＝ドーにばれてしまう。この物語はハッピー・エンドなのか?　アントワーヌの筋書きでは映画のように3人で暮らすことになるのだが、マリ＝ドーにはネットで成功した恋人ジョンが出来ていた。4人の男と女が揃った。「これは僕の物語だ」といってベルトランは自転車を池に投げ込み、マリ＝ドーに愛を改めて告白する。ジョンに別れを告げ、元の鞘。「こんな結末、変えてやる」と脚本家。「変えちゃだめ、そのまま」« Je reste ! »とマリ＝ドー。

## 出演
〔〕内は日本語吹き替え
- ソフィー・マルソー：「マリ＝ドー」マリー＝ドミニク・デルピール ("Marie-Do", Marie-Dominique Delpire)〔佐々木優子〕
- ヴァンサン・ペレーズ：ベルトラン・デルピール (Bertrand Delpire)〔千々和竜策〕
- シャルル・ベルラン：アントワーヌ (Antoine)〔田坂浩樹〕
- パスカル・ロベール（フランス語版）：マミヴォンヌ (Mamyvonne)〔新田万紀子〕、マリ＝ドーの母
- フランソワ・ペロー (fr)：J.C.〔原田晃〕、ゼネコン社長
- ハーディー・クリューガー・ジュニア（英語版）：ジョン (John)〔里卓哉〕、IT長者
- コレット・メール（フランス語版）：ジュヌヴィエーヴ (Geneviève)〔林香織〕、デルピール家の家政婦
- サシャ・アリエル (Sasha Alliel)：ジェローム (Jérôme)〔安西英美〕、息子

## 製作スタッフ
- 製作：アラン・テルジアン（フランス語版）
- 監督：ディアーヌ・キュリス（フランス語版）
- 脚本：フロランス・カンタン（フランス語版）
- 撮影：ロベール・アラズラキ（フランス語版）
- 美術：トニー・エグリ (Tony Egry)
- 音楽：パオロ・ブォンヴィーノ（フランス語版）
- 編集：フランシーヌ・サンベール（フランス語版）
- 衣装：カロリーヌ・ド・ヴィヴェーズ（フランス語版）
- 音響：ドミニク・ルヴェール (Dominique Levert)
- 製作会社：Alter Films
- 共同製作：フランス2 (fr)、フランス3 (fr)
- フランス国内配給：Pathé Distribution

## 題名
原題Je reste !は「私は残る」「私は留まる」の意。英題は直訳I'm staying!である。また、Je reste !はアントワーヌが執筆している脚本の題名でもあり、マリ＝ドーが最後にいう台詞でもある。邦題の「愛人」から想像される官能的なテーマは描かれていない。

## 映画祭出品
- フランス映画祭（アテネ、2004）
- キエフ (Molodist) 国際映画祭 (2004)
- シンガポールフランス映画祭 (2004)
- フランス映画・ランデブー（パリ、2004）：最近の作品
- フランス映画祭（ブダペスト、2004）
- フランス映画のパノラマ（中国、2004）